# Pentaphyllus
Pentaphyllus är ett släkte av skalbaggar som beskrevs av Pierre François Marie Auguste Dejean 1821. Pentaphyllus ingår i familjen svartbaggar.
Släktet innehåller bara arten Pentaphyllus testaceus.